# Диск из Небры
Небесный диск из Небры — бронзовый диск диаметром 30 см, покрытый патиной цвета аквамарина, со вставками из золота, изображающими Солнце, Луну и 32 звезды, в том числе скопление Плеяды. С художественной и археологической точек зрения — уникум. По косвенным признакам его принято относить к унетицкой культуре Центральной Европы (ок. XVII века до н. э.)

## Обнаружение
Обнаружение диска из Небры стало крупнейшей археологической сенсацией первого десятилетия XXI века и вызвало множество споров в учёной среде. Данный артефакт появился на чёрном рынке археологических древностей в 2001 году. Поскольку по германским законам археологические находки являются собственностью государства, швейцарская полиция в ходе специальной операции в Базеле задержала сбытчиков диска. Таинственный предмет был передан в археологический музей при университете города Галле, а охотники за древностями приговорены к нескольким месяцам тюремного заключения.
Известие об обнаружении доисторического небесного диска было скептически воспринято археологами, особенно в Германии. На первых порах многие принимали его за подделку. По поводу патины Петер Шауер из Регенсбургского университета заметил: «Если вы помочитесь на кусок бронзы и закопаете его на пару недель, то получите точно такую же патину». Проведённая позднее микрофотография коррозионных кристаллов подтвердила древний возраст находки.
В ходе судебного разбирательства продавцы диска показали, что он был в 1999 году обнаружен ими с помощью металлоискателя в местечке Небра (земля Саксония-Анхальт, в 60 км к западу от Лейпцига). Из того же захоронения они извлекли два бронзовых меча, два топорика, золото, а также фрагменты спиралевидных браслетов. В ходе раскопок в Небре археологи действительно обнаружили следы присутствия бронзы.

## Атрибуция

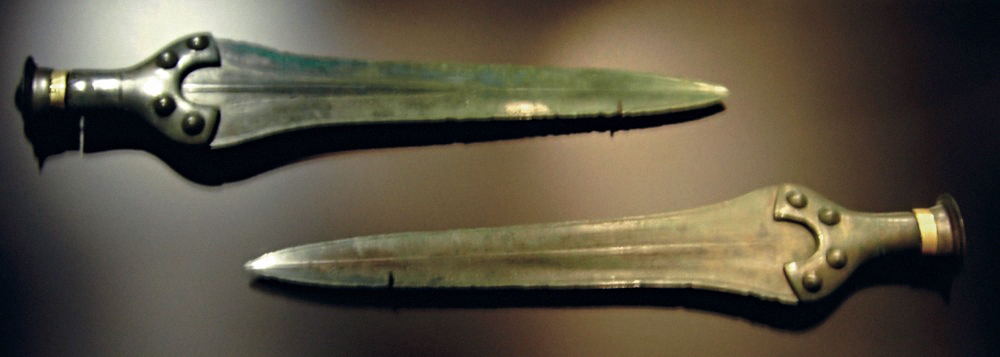
Обнаруженные вместе с диском мечи

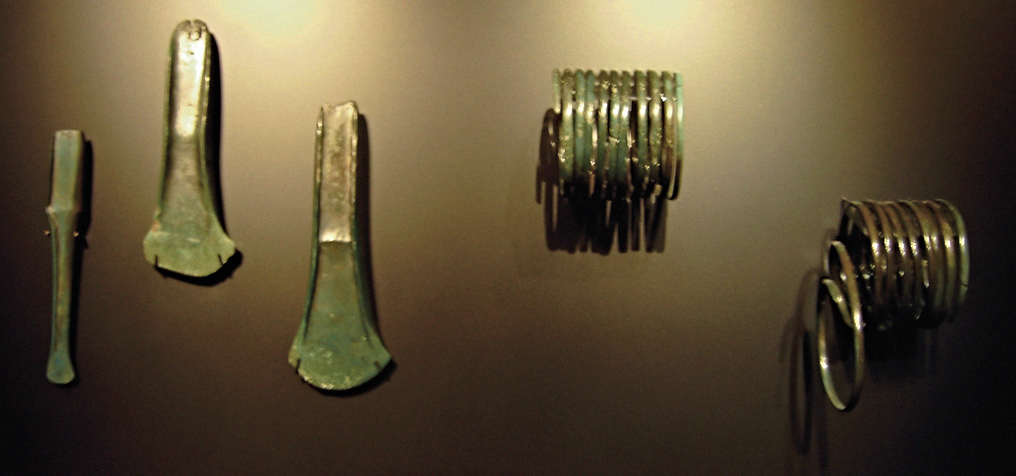
Другие предметы, обнаруженные вместе с диском

Исследование выставленных на продажу вместе с диском бронзовых предметов позволило отнести их к унетицкой культуре. Радиоуглеродный анализ кусочка берёсты, взятого с одного из мечей, указывает на захоронение предметов в 1600—1560 гг. до н. э. При этом следует иметь в виду, что до захоронения небесный диск, вероятно, использовался несколькими поколениями местных жителей. Ранний рентгеноспектральный анализ диска показал, что пошедшая на его изготовление медь происходит из Штирии, а золото было добыто в Карпатах. Более позднее исследование показало, что золото, использованное для первой фазы эволюции диска, было добыто из реки Карнон, графство Корнуолл, Англия. Олово, входящее в состав бронзы, тоже корнуолльского происхождения.
Предметы были обнаружены в лесу, который был населён ещё в эпоху неолита, о чём свидетельствуют около тысячи обнаруженных погребений. Место обнаружения предметов находилось на огороженной в древности вершине 252-метрового холма. Повторное исследование участка привело археологов к заключению, что городище было устроено таким образом, что Солнце каждое солнцестояние опускалось прямо за Брокеном — самой высокой точкой Гарца. Это позволило связать диск с такими доисторическими «обсерваториями», как Стоунхендж и находящийся неподалёку, но гораздо более древний Гозекский круг.

## Значение
Если принять гипотезу, согласно которой диск использовался для измерения угла между точками восхода и захода Солнца во время солнцестояний, то его следует признать древнейшим переносным устройством для такого рода измерений. На астрономическую функцию диска указывает добавление с правого и левого края дугообразных пластин, изготовленных из золота иного происхождения, нежели знаки Солнца, Луны и звёзд. Дуги описывают угол в 82 градуса, что соответствует углу между положением солнца во время летнего и зимнего солнцестояния на широте Небры. При наложении этих пластин две звезды оказались скрытыми под ними, а одну звезду пришлось перенести в сторону. В настоящее время левая пластина утрачена.
Некоторое время спустя к нижней части диска была прикреплена ещё одна дугообразная золотая вставка, относительно значения которой нет ясности. Это изображение истолковывается как солнечная лодка (с многочисленными поперечными царапинами, символизирующими вёсла), Млечный Путь либо радуга. Кроме того, к моменту захоронения диска по его окружности было просверлено 39—40 отверстий диаметром около 3 мм каждое.

Эволюция небрского диска
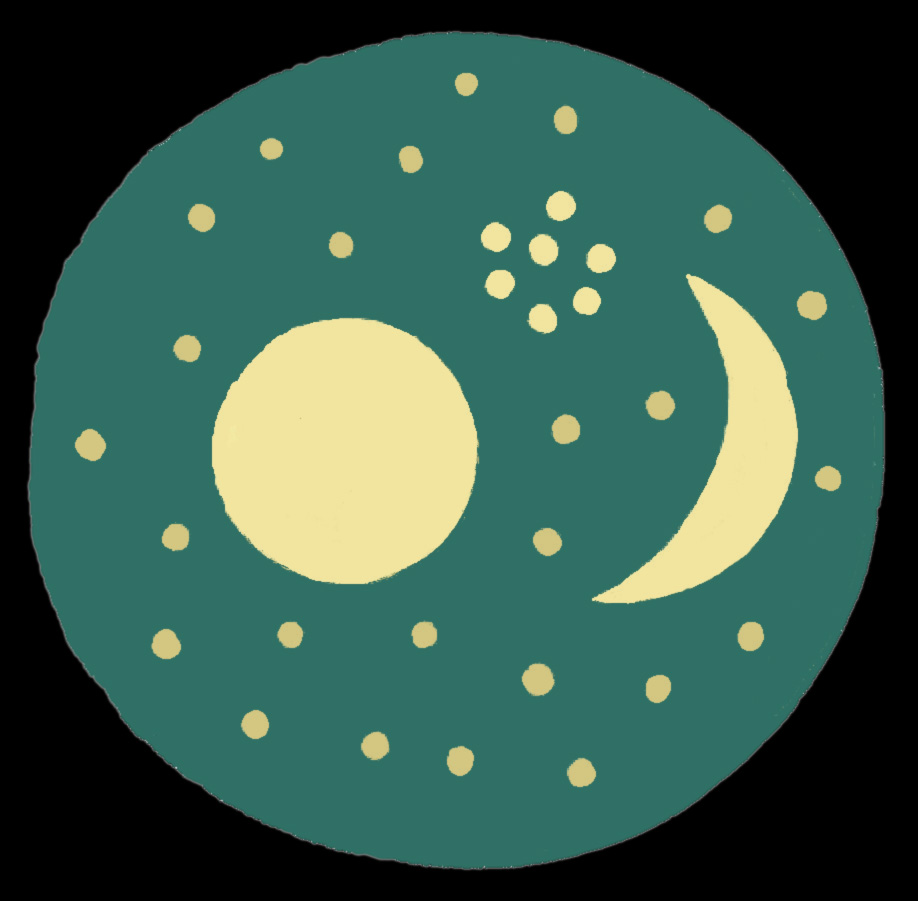
1) Слева — Солнце, справа — Луна. По площади диска распределены 32 звезды, включая Плеяды.
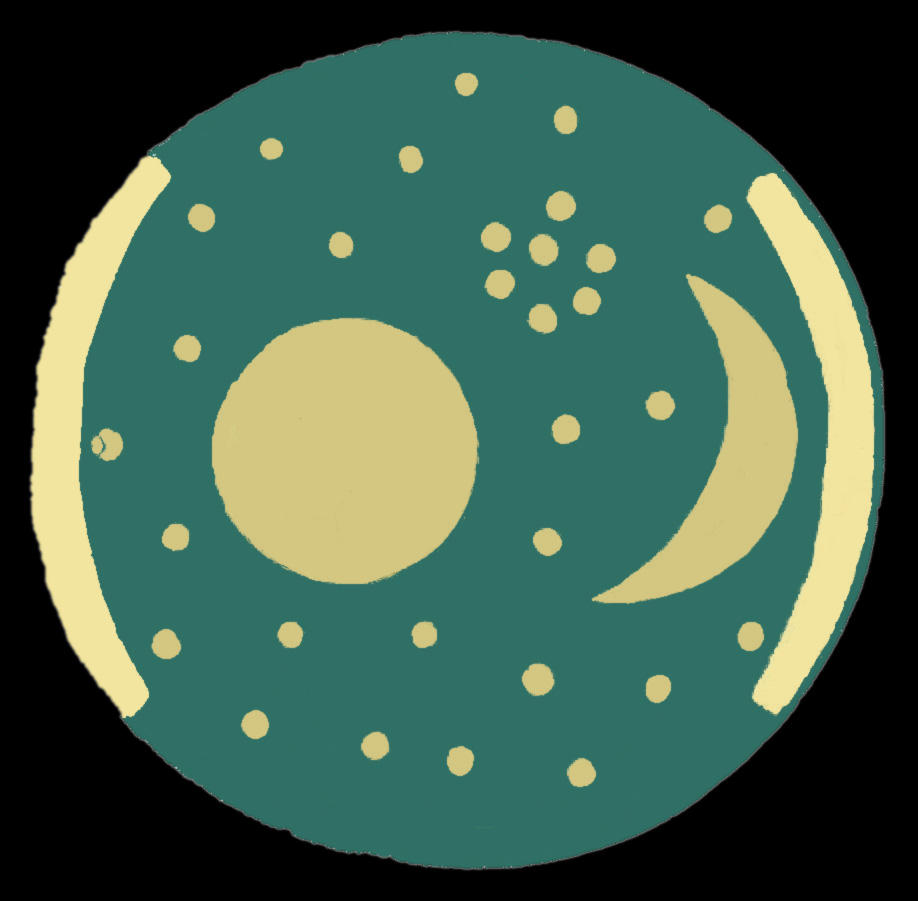
2) Добавление дугообразных пластин, обозначающих восход и закат солнца.
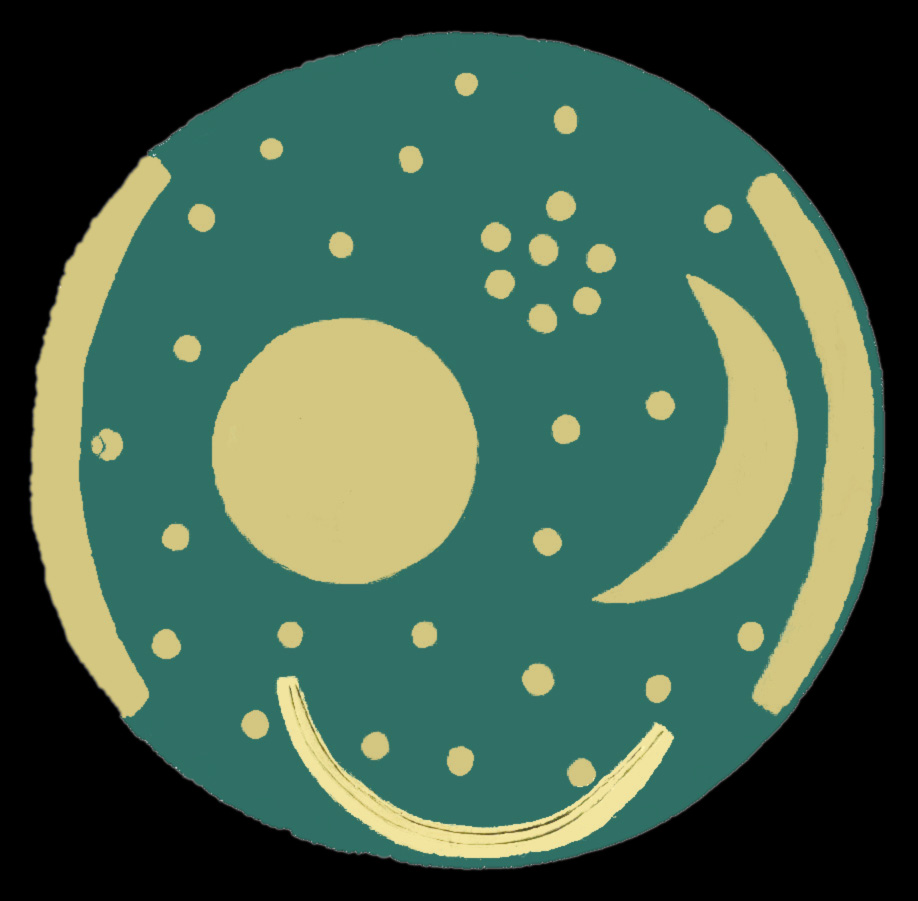
3) Добавление солнечной лодки.
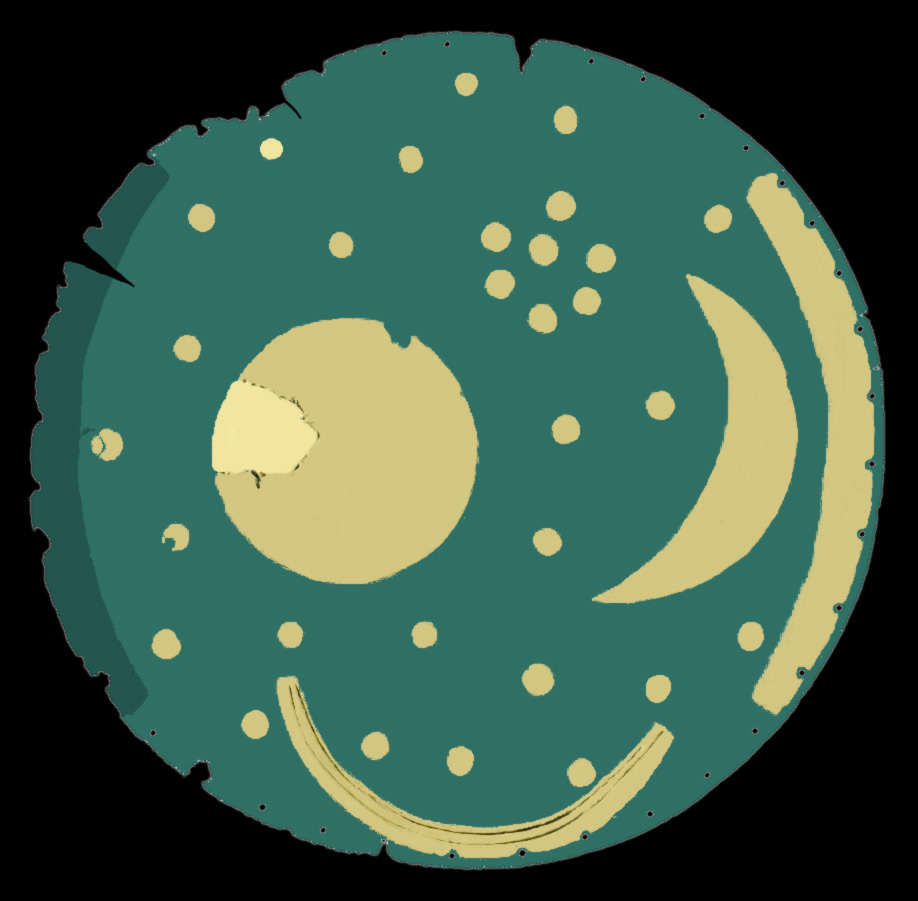
4) Состояние диска после реставрации.

## Правовые коллизии
Диск из Небры оказался в центре нескольких судебных тяжб, после того как земля Саксония-Анхальт зарегистрировала его в качестве торговой марки. В 2003 году представители государства выиграли иск против города Кверфурта, который использовал изображение диска на своих сувенирах. В 2006 году началось новое разбирательство, на этот раз по факту нанесения напоминающего диск узора на обложки книг из серии, выпускаемой издательскими домами Piper и Heyne.
Суду предстоит определить, насколько допустима регистрация в качестве торговой марки столь значительного произведения искусства. Представители ответчика указывают на то, что публикация диска произошла 3500 лет назад и поэтому его изображение является общественным достоянием, в то время как представители властей относят первую публикацию объекта к 2002 году и настаивают на том, что его изображения должны охраняться авторским правом в течение 25 лет до 2027 года.

## Выставка

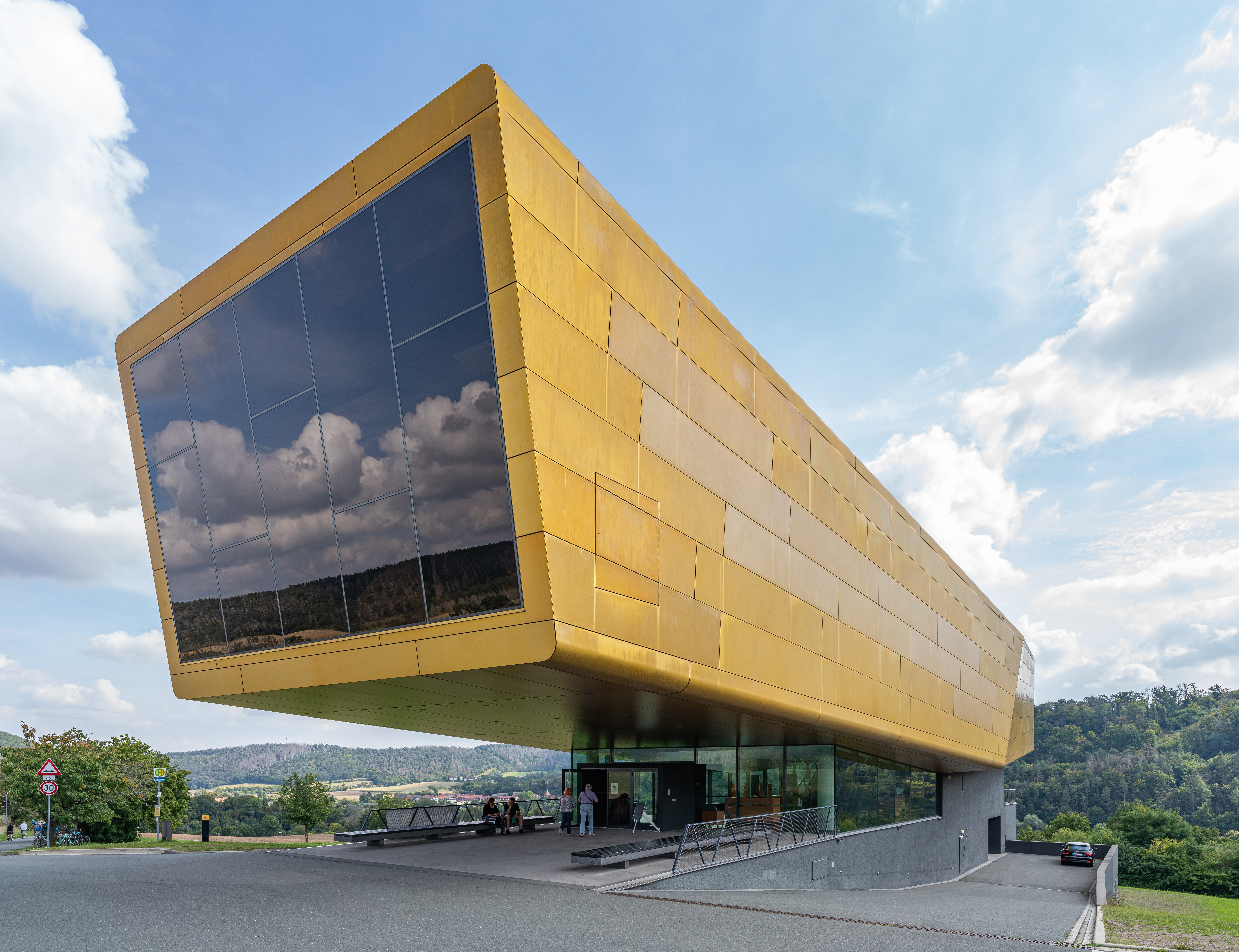
Посвящённая диску экспозиция в Небре

С октября 2004 по февраль 2007 г. диск из Небры, наряду с трундхольмской повозкой и ещё 1600 предметами бронзового века, участвовал в выставке «Кованые небеса», которая экспонировалась в Галле, Копенгагене, Вене, Мангейме и Базеле. Хотя в настоящее время диск находится в Галле, в июне 2007 года в Небре с целью привлечения туристов был открыт мультимедийный центр, посвящённый уникальной археологической находке.

## Фильмография
- «Гениальная геометрия. Следы таинственных предков» (англ. Genius and Geometry. Traces of Our Enigmatіс Ancestors) — документальный фильм, снятый Роналдом Вауганом в 2010 г.